# Luís VI de França
Luís VI (Paris, 1 de dezembro de 1081 – Béthisy-Saint-Pierre, 1 de agosto de 1137), também chamado de Luís, o Gordo ou O Rei de Saint-Denis, foi o Rei dos Francos de 1108 até sua morte.
Filho de Filipe I e da sua primeira esposa Berta da Holanda, o seu reinado foi marcado por iniciativas de concentração de poder na coroa. Foi a partir dos reinados de Luís VI e do seu filho, sob os conselhos do abade Suger, que a realeza começou a exercer um papel nacional, em resposta ao apelo dos seus súbditos. A justiça do rei decidiria os conflitos entre diferentes vassalos, confirmaria as cartas de foral das comunas aos burgueses das cidades e garantiria as propriedades do clero.

## Subida ao trono

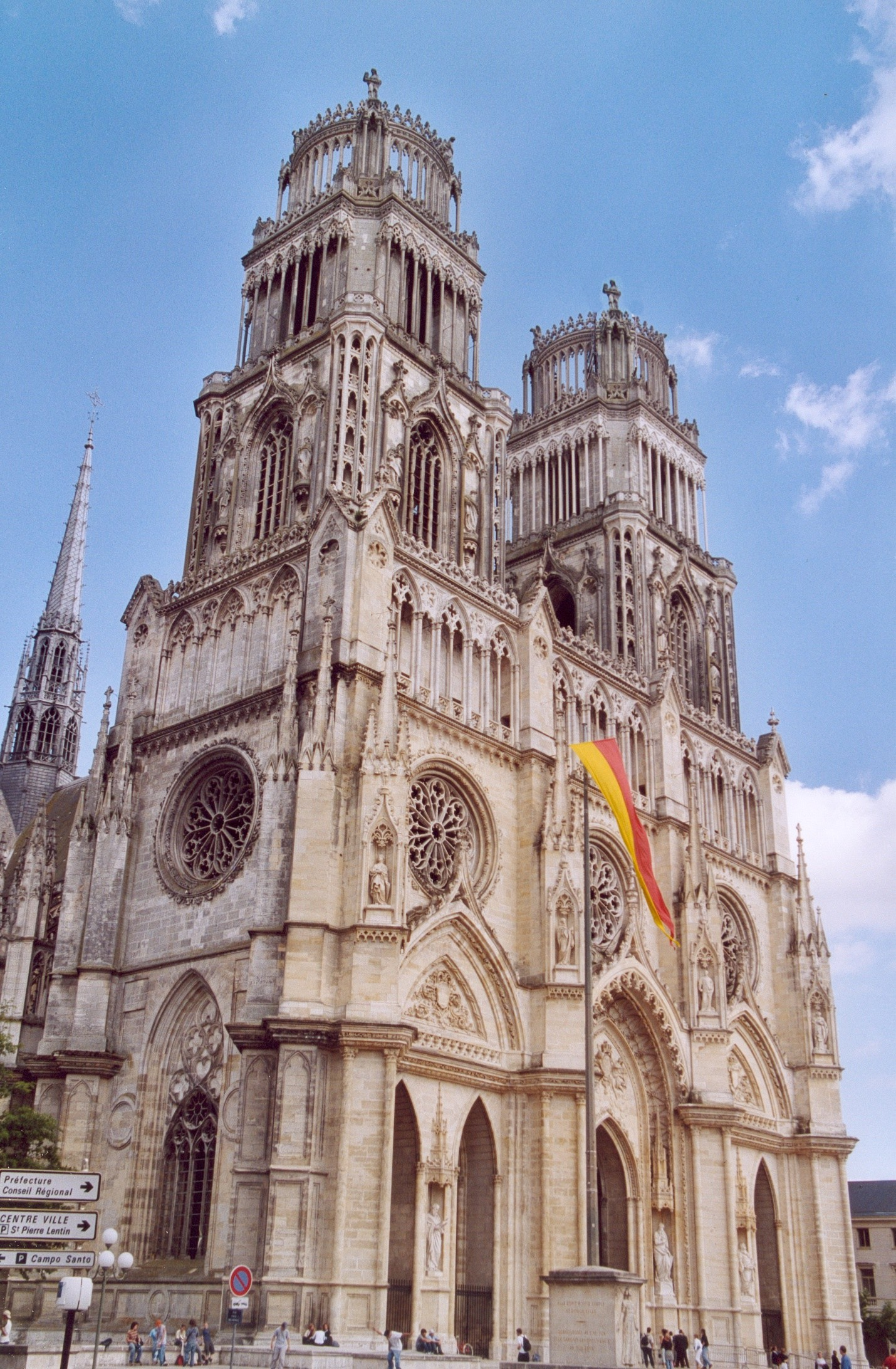
Catedral de Ste. Croix de Orleães, local da coroação de Luís VI

Depois de repudiar a sua mãe em 1091, e apesar dos protestos do clero, o seu pai casou-se no ano seguinte com Bertranda de Monforte, condessa de Anjou. Desta união nasceram quatro filhos, dois deles varões. Luís, o jovem príncipe nascido do primeiro casamento do rei, foi educado por Suger, futuro abade de Saint-Denis, que se tornou seu amigo íntimo e depois conselheiro.
Depois de ser armado cavaleiro a 24 de Maio de 1098 em Abbeville, Somme, Luís foi associado ao trono depois de combater o duque da Normandia e os senhores castelões dos domínios reais que frequentemente se rebelavam contra a autoridade real.
A 29 de julho de 1108, Filipe I de França morreu em Melun e, segundo a sua última vontade, foi sepultado na igreja da abadia de Saint-Benoît-sur-Loire. Quando a cerimónia terminou, suspeitando que o seu meio-irmão Filipe de Montlhéry estaria a tentar impedi-lo de chegar a Reims, local tradicional das coroações dos reis de França, apressou-se a chegar a Orleães, a alguns quilómetros de Saint-Benoît, a fim de se sagrar o mais depressa possível.
A 3 de agosto recebeu «a unção muito santa» das mãos do arcebispo Daimbert de Sens, na catedral de Orleães. Temendo a perda de influência de Reims, o arcebispo desta cidade contestaria posteriormente a validade da sagração, mas o novo rei já fôra coroado.

## Reinado
Luís VI passou a maior parte do seu reinado a combater os nobres salteadores que abusavam do seu poder senhorial e bélico para aterrorizar as populações e diminuir o poder régio. Na mesma linha política encorajou os movimentos comunais, associações profissionais sociais ou religiosas. A partir de 1110, outorgou diversas vantagens fiscais aos habitantes das cidades e o direito de se administrarem sob a direcção de um magistrado. Em 1111 lutou contra os nobres salteadores, como Hugo de Puiset, no interior do domínio real.
No domingo de ramos de 1115, esteve em Amiens para apoiar o bispo e os habitantes da cidade no conflito contra o seu conde. Acompanhado de um exército para ajudar os burgueses a cercar o Castillon (a fortaleza dominante da cidade de Amiens, a partir da qual as forças condais partiam em expedições punitivas), uma flecha penetrou na cota de malha do rei, que acabou por partir sem vencer o cerco da torre que tinha a reputação de inexpugnável.
Depois de iniciar outra expedição contra o nobre salteador de Saint-Brisson-sur-Loire, Luís adoeceu subitamente no castelo de Béthisy-Saint-Pierre, entre Senlis e Compiègne. Morreu a 1 de Agosto de 1137, de disenteria aparentemente causada excessos alimentares que o tinham tornado obeso. Foi sucedido pelo seu filho Luís VII de França, que preferiria ter seguido a vida monástica.

## Relações familiares
Foi filho de Filipe I de França e da sua primeira esposa Berta da Holanda, filha de Floris I da Holanda.
Em 1104, Luís ter-se-á casado com Luciana de Rochefor, filha de Gui I de Rochefort, senescal do rei Filipe I de França. Desta união terá nascido:
1. Isabel de França (ca. 1105 - ca. 1175), casada em ca. 1119 com Guilherme de Vermandois, senhor de Chaumont e Quitry

Separaram-se em 1107. Poderá tê-la repudiado, anulado o matrimónio, ou poderá mesmo nem ter chegado a casar-se, sendo que a existência de Isabel de França é incerta.
A 4 de Maio de 1115 casou-se em Paris com Adelaide de Saboia (ca. 1100 - 1154), filha de Gisela da Borgonha e Humberto II de Saboia, portanto irmã de Amadeu III de Saboia e tia de Mafalda de Saboia, rainha consorte de D. Afonso Henriques, primeiro rei de Portugal. Dela teve:
1. Filipe de França (1116 - 13 de Outubro de 1131), rei subordinado a Luís VI entre 1129 e 1131, morreu em consequência de uma queda de cavalo
2. Luís VII de França (1120 - 1180)
3. Henrique de França (1121 - 1175), bispo de Beauvais e arcebispo de Reims
4. Hugo de França (n. ca. 1122), morreu jovem
5. Roberto I de Dreux, conde de Dreux e de Perche (ca. 1123 - 11 de outubro de 1188), casado com Inês de Baudement, senhora de Braine.
6. Constança, Princesa de França (ca. 1124 - 11 de Outubro de 1176), casada em 1140 com Eustáquio IV de Blois, conde de Bolonha, e em 1154 com Raimundo V de Toulouse, conde de Toulouse
7. Filipe de França (ca. 1125 - 1161), bispo de Paris
8. Pedro I de Courtenay (ca. 1125 -ca. 1182), casado em 1152 com Isabel de Courtenay

## Ligações externas

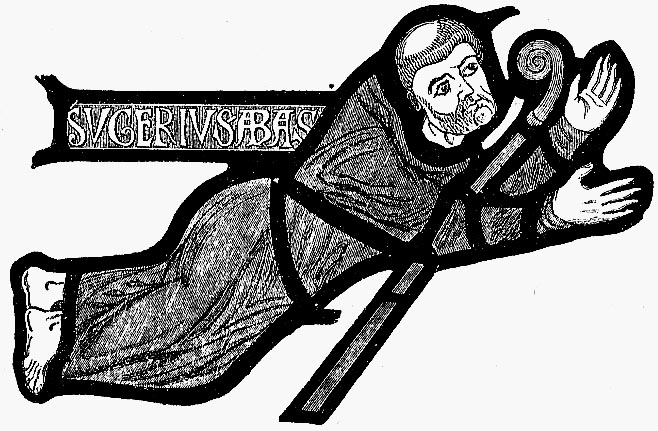
Abade Suger de Saint-Denis, cronista de Luís VI de França, retratado numa janela da abadia de Saint-Denis